# Globális Biodiverzitás Információs Megállapodás
A Globális Biodiverzitás Információs Megállapodás (GBIF) egy nemzetközi szervezet, feladata hogy a biodiverzitással kapcsolatos tudományos adatokat gyűjtse, rendszerezze és webszervizek segítségével az interneten keresztül globálisan elérhetővé tegye. A GBIF a Föld teljes területéről gyűjti a biológiai sokszínűséghez kapcsolódó tudományos adatokat és az általa üzemeltetett információs rendszer egy portálon keresztül érhető el és kutatható. A portálon elérhető adatok elsődlegesen a Föld növényeihez, állataihoz, gombáihoz és mikroorganizmusaihoz és a hozzájuk tartozó taxonok tudományos neveihez kapcsolódnak. 